# ماكسيمو كورتيس
ماكسيمو كورتيس (بالإسبانية: Máximo Cortés)‏ هو مهندس إسباني، ولد في 13 أبريل 1988 في موستوليس في إسبانيا.